# الحرب الكردية العراقية الثانية
الحرب الكردية العراقية الثانية  هي هجوم بقيادة القوات العراقية ضد قوات الحزب الديمقراطي الكردستاني مصطفى البارزاني من خلال 1974-1975. وجاءت الحرب في أعقاب الحرب الكردية العراقية الأولى (1961-1970)، وخطة السلام عام 1970 من أجل الحكم الذاتي الكردية قد فشلت.

## محاولة الاتحاد السوفيتي لمنع الحرب
بذل الاتحاد السوفيتي جهودا مضنية في بداية عام 1974 لمنع نشوب الحرب من جديد في كردستان العراق وكان ذلك عبر وسيطه في المنطقة يفكيني بريماكوف الذي كان يقيم في العاصمة اللبنانية بيروت .ولكن جهود بريماكوف لم تثمر عن أية نتيجة لمنع وقوف الحرب مابين الطرفين. وفي يوم 12 أذار من نفس العام وجه الاتحاد السوفيتي دعوة رسمية لنائب مجلس قيادة الثورة آنذاك صدام حسين لزيارة موسكو وبعد أيام سافر صدام حسين إلى موسكو واجتمع هناك بالمسؤولين السوفييت للتباحث حول مسألة النزاع مابين الحكومة المركزية والحركة الكردية التي كان يتزعمها البارزاني. لم تسفر المحادثات مابين القيادة السوفيتية ونائب رئيس مجلس قيادة الثورة العراقي صدام حسين عن أية نتيجة حول حل النزاع القائم مابين الحركة الكردية وحكومة بغداد.

## أسباب تجدد الحرب
- تهديد نائب رئيس مجلس قيادة الثورة صدام حسين الجانب الكردي المفاوض لعدة مرات في أثناء الاجتماعات مابين الطرفين خلال عام 1973 م بأن الحكومة العراقية قد تضطر إلى التنازل عن نصف نهر شط العرب لصالح إيران لقاء سد الحدود الإيرانية بوجه الأكراد في العراق .[3]
- تغير الموقف العربي والأقليمي فبعد وفاة الرئيس المصري جمال عبد الناصر في أيلول من سنة 1970 وما تلاه من تقارب مابين خليفته الرئيس أنور السادات و شاه إيران في سنة 1972 وضع القيادة العراقية في موقف باتوا يعتقدون فيه بأن الوضع العربي يسمح لهم بالتنازل عن نصف مياه شط العرب إلى إيران والتعاون مع نظام الشاه لغرض القضاء على الحركة الكردية .[3]
- لقد تسربت المعلومات حينها إلى كل من القيادة الكردية وإلى القيادة العراقية بأن الولايات المتحدة الأمريكية سوف لن تتدخل لدعم الحركة الكردية في حالة نشوب أي حرب مع الحكومة العراقية . وقد شجعت هذه التسريبات الواردة الحكومة العراقية بأن أي حرب مقبلة سوف لن تكون في صالح الأكراد دوليا ولأن الأتحاد السوفيتي والمعسكر الأشتراكي سوف يقفان بجانب الحكومة العراقية في القضاء عل الحركة الكردية .[3]
- من خلال القنوات السرية والاتصالات التي جرت مابين الرئيس المصري أنورالسادات وشاه إيران في شهر نيسان من سنة 1973 . فأن الرئيس المصري أكد للقيادة العراقية بأن تنازل العراق عن نصف مياه نهر شط العرب لصالح إيران سوف يؤدي إلى تسوية الخلافات وإنهاء النزاع بين العراق وإيران وغلق إيرن لحدودها بوجه الحركة الكردية في العراق.[4]
- انضمام الحزب الشيوعي العراقي إلى الجبهة الوطنية التقديمة التي كانت بقيادة حزب البعث العربي الإشتراكي العراقي في شهر تموز من سنة 1973 م، في شهر أيلول من نفس العام قرر الحزب الشيوعي سحب كوادره ومقاتليه ومقراته من المناطق التي كانت خاضعة لسيطرة الحركة الكردية وفي شهر تشرين الأول أصدر الحزب الشيوعي صحيفته المركزية طريق الشعب بصورة رسمية وعلنية من العاصمة بغداد .[5] وفي مطلع عام 1974 م التجأ عدد كبير من مسلحي الحزب الشيوعي إلى معسكرات الجيش العراقي وقد جرى إنشاء مقر لهم في معسكر دربندخان وتحولوا إلى قوة معادية للحركة الكردية .[5]
- معرفة القيادة العراقية في بغداد من عدم امتلاك الحركة الكردية لأية أسلحة أو معدات ثقيلة.[6]
- علم القيادة العراقية بوجود ممثلين عن جهاز المخابرات الإسرائيلي (الموساد) في مقر البارزاني . وكانت للعلاقة السرية التي كانت تربط مابين نائب رئيس مجلس قيادة الثورة صدام حسين وبين عبيدالله الابن الأكبر للبارزاني والذي بدأ في ذلك الوقت بتزويد القيادة العراقية بالمعلومات الحساسة عن هذا الموضوع . وحتى بعد هروب عبيدالله من أبيه الملا مصطفى البارزاني والتجاءه إلى الحكومة المركزية في بغداد في صيف عام 1971 م فقد بقيت خلية في بيت البارزاني خلية تعمل في بيت البارزاني لإمداد عبيدالله بالمعلومات حول التواجد الإسرائيلي.[7]
- رفض القيادة الكردية الانضمام إلى الجبهة الوطنية والقومية التقدمية بقيادة حزب البعث في شهر آب من سنة 1973 م .[8]

## سير المعارك
في يوم 11 أذار - مارس من سنة 1974 م إنقطعت العلاقات بصورة رسمية مابين الحكومة المركزية والقيادة الكردية وفي بداية شهر نيسان - ابريل إنسحب مقر لواء المشاة الثاني من الجيش العراقي مع فوج من اللواء من معسكره الدائم الذي كان يقع في بلدة راوندوز إلى موقع جبيل سبيلك . في مدخل مضيق علي بك . وفي يوم 16 نيسان شنت الحركة الكردية هجوما على معسكر الجيش العراقي في جبل سبيلك وذلك لغرض احتلال المعسكر والسيطرة على المنطقة ولكن الهجوم لم ينجح بسبب قوة تحصينات الدفاعية للجيش العراقي في المعسكر. في يوم 23 نيسان قامت الطائرات العراقية بقصف بلدة كلاله الواقعة في محافظة أربيل مما أدى إلى مقتل 27 مدنيا وفي اليوم التالي قامت الطائرات العراقية بقصف بلدة قلعة دزة وبلغ عدد القتلى من جراء هذا القصف حوالي 120 شخصا وبلغ عدد الجرحى حوالي 400 ( معظم الضحايا كانوا من طلبة جامعة السليمانية التي انتقلت إدارتها التي كانت تحت لواء الحركة الكردية إلى هذه البلدة). وفي يوم 25نيسان قصفت الطائرات العراقية بلدة حلبجة وبلغت عدد الإصابات من جراء ذلك القصف أكثرمن 140 إصابة مابين قتيل أو جريح وبعدها قامت الطائرات العراقية بقصف بلدة جوارتا ومن ثم بلدة بنجوين الواقعتين في محافظة السليمانية. في يوم 5 أيار - مايو تمكن لواء تابع للفرقة الرابعة من الجيش العراقي من السيطرة على مضيق زاخو بعد معركة مع المسلحين التابعين للحركة الكردية وفي نفس اليوم تعرضت مدينة زاخو لقصف من قبل الطائرات العراقية مما جعل المسلحين التابعين للحركة الكردية ومعهم معظم أهالي إلى الخروج من المدينة وبذلك تمكن الجيش العراقي من السيطرة على زاخو. خلال شهر حزيران - يونيو تمكنت قوات الجيش العراقي من السيطرة على سهل أربيل وعلى مرتفعات جبل سفين بدون مقاومة جدية من قبل مسلحي الحركة الكردية. وفي يوم 8 آب فشل هجوم للجيش العراقي قاده اللواء الركن إسماعيل تايه النعيمي قائد الفرقة الثانية على بلدة راوندوز في محافظة أربيل. وفي يوم 20 آب تمكنت قوات الجيش العراقي من السيطرة على البلدة بدون مقاومة نتيجة عدم وجود أي قوة من المسلحين التابعين للحركة الكردية في المنطقة وكذلك قيام الجيش بشق طريق جبلي ورفع الأحجار والصخور الموجودة سهل من الجيش السيطرة على البلدة بسرعة وبعدها قامت الحكومة المركزية بنقل الإدارة المدنية إلى البلدة وقامت بتعيين قائمقام للبلدة كذلك. وفي نفس اليوم سقطت بلدة قلعة دزة الواقعة بمحافظة السليمانية بيد الجيش العراقي وخلال شهر أيلول - سبتمبر اشتدت المعارك مابين قوات الحركة الكردية وقوات الجيش العراقي وفي يوم 23 أيلول سقطت طائرة عراقية من نوع ميغ 19 في منطقة برزيوة القريبة من بلدة راوندوز وتم أسر قائد طائرة الميغ الملازم الأول صفاء جلال. في يوم 3 أيلول وبعد تمكن قوات الجيش العراقي من السيطرة على بلدة راوندوز وعلى بلدة ديانا القريبة منها هاجم اللواء الثالث من الجيش بقيادة العقيد الركن حامد الدليمي على كرو عمر آغا القريبة من بلدة ديانا ولكن الهجوم لم ينجح وبلغت خسائر الجيش العراقي من جراء ذلك الهجوم أربع دبابات ومقتل 230 جنديا.

## مشاركة إيران
في شهر أيار - مايو من سنة 1974 أي بعد شهر من إستئناف المعارك مابين الحكومة العراقية والحركة الكردية أرسلت إيران بطارية مدفعية لمقاومة الطائرات إلى قرية حاج عمران لحماية المنطقة من قصف طائرات القوة الجوية العراقية كما أن للمنطقة أهمية أخرى حيث يقع مقر قيادة البارزاني فيها. وفي شهر أيلول - سبتمبر طلب البارزاني من شاه إيران دعم وإسناد الجيش الإيراني للحركة الكردية لحماية المنطقة من تقدم الجيش العراقي فيها وفي يوم 2 تشرين الأول من نفس السنة وصلت إلى منطقة بالك بكردستان العراق كتيبتين مدفعيتين إيرانيتين (عيار 130 ملم) . وقد ساعدت هذه المدفعيات الإيرانية من التخفيف من قصف طائرات العراقية للجبهة الكردية واستطاعت هذه البطاريات من إسقاط طائرة عراقية من نوع هنتر في منطقة راوندوز وفي يوم 14 كانون الأول تم إسقاط طائرة عراقية أخرى من نوع (بادجر TU16) في منطقة جومان وقتل طاقم الطائرة الذي كان مؤلفا من أربعة أشخاص وفي اليوم التالي تم إسقاط طائرة من نوع (سوخوي - 7) في منطقة برزيوة قرب بلدة راوندوز . وقدساهمت هذه البطارية من إنزال الخسائر بالمواقع العسكرية في منطقة راوندوز ودمرت قسما من مخازن السلاح التي كانت في بلدتي راوندوز وديانا. وبعد يوم 22 تشرين الأول - أكتوبر بدا قادة كلا الكتيبتين الايرانيتين بكتابة التقارير إلى قيادة عمليات الجيش الإيراني حول وضع القتال مابين الحكومة العراقية والحركة الكردية وتمت الإشارة في التقارير من إن مقاتلي الحركة الكردية لا يقاتلون بصورة جدية ويحاولون الاعتماد على الجيش الإيراني في الحرب .

## التوقيع على اتفاقية الجزائر
استمرت العمليات العسكرية بشكل إيجابي لصالح الحركة الكردية وتكبدت قوات الحكومة العراقية خسائر فادحة جراء هذه المعارك وهذا مادفع الحكومة العراقية إلى عقد اتفاقية مع إيران برعاية الرئيس الجزائري هواري بومدين وذلك لوقف الدعم الذي كانت تقدمه إيران للحركة الكردية ضد الحكومة العراقية. وفي 6 آذار/مارس من سنة 1975 تم عقد الاتفاقية وذلك بحضور كل من صدام حسين (نائب رئيس مجلس قيادة الثورة في العراق) وشاه إيران محمد رضا بهلوي حيث تنازلت العراق بموجب هذه الاتفاقية عن نصف شط العرب لصالح إيران مقابل وقف دعمها للحركة الكردية في الشمال. وبعد التوقيع على الاتفاقية توقف الدعم الإيراني للحركة الكردية المسلحة ولكن على الرغم من ذلك فقد استمر القتال بين الطرفين واحتفظت القيادة الكردية حينها بثلاث مراكز قيادية وهي:
- منطقة بالك (حاجي عمران) شرق محافظة أربيل بقيادة نجلي الملا مصطفى البارزاني إدريس ومسعود.
- منطقة بنجوين والتي تقع شرق محافظة السليمانية بقيادة نوري شاويس (عضو المكتب السياسي).
- مناطق بهدينان والتي كانت تشمل محافظتي دهوك ونينوى بقيادة صالح اليوسفي .[20][21]

في يوم 7 أذار أي بعد يوم واحد من توقيع الإتفاقية مابين العراق وإيران استطاع الجيش العراقي من السيطرة على سلسلة جبل زوزك بكامله الذي يقع بالقرب من بلدة راوندوز وفي نفس اليوم شن الجيش العراقي هجوما على جبل هندرين إلا أن الهجوم باء بالفشل وقامت إيران بنفس اليوم بسحب جميع المضادات الجوية والمدفعية والتي سبق وأن أرسلتهم بغية دعم قوات الحركة الكردية وتم سحب محطة الإتصال اللاسلكية الإيرانية من منطقة القيادة الكردية وجرى وضعها في بلدة بيرانشهر الإيرانية المتاخمة للحدود مع العراق عند منفذ حاج عمران الحدودي وفي نفس اليوم كذلك بدأ انسحاب البعثة الإسرائيلية إلى إيران .
في يوم 11 أذار من سنة 1975 التقى شاه إيران محمدرضا بهلوي بزعيم الحركة الكردية الملامصطفى البارزاني في طهران حول تداعيات الإتفاقية التي جرت مابين العراق وإيران وفي اليوم التالي عاد البارزاني إلى كردستان العراق. وفي يوم 19 أذار قرر زعيم البارزاني إنهاء المقاومة الكردية بصورة مفاجئة والالتجاء إلى إيران. وفي يوم 25 أذار غادر البارزاني كردستان العراق متوجها إلى إيران.